# サンタンブロージョの祭壇画

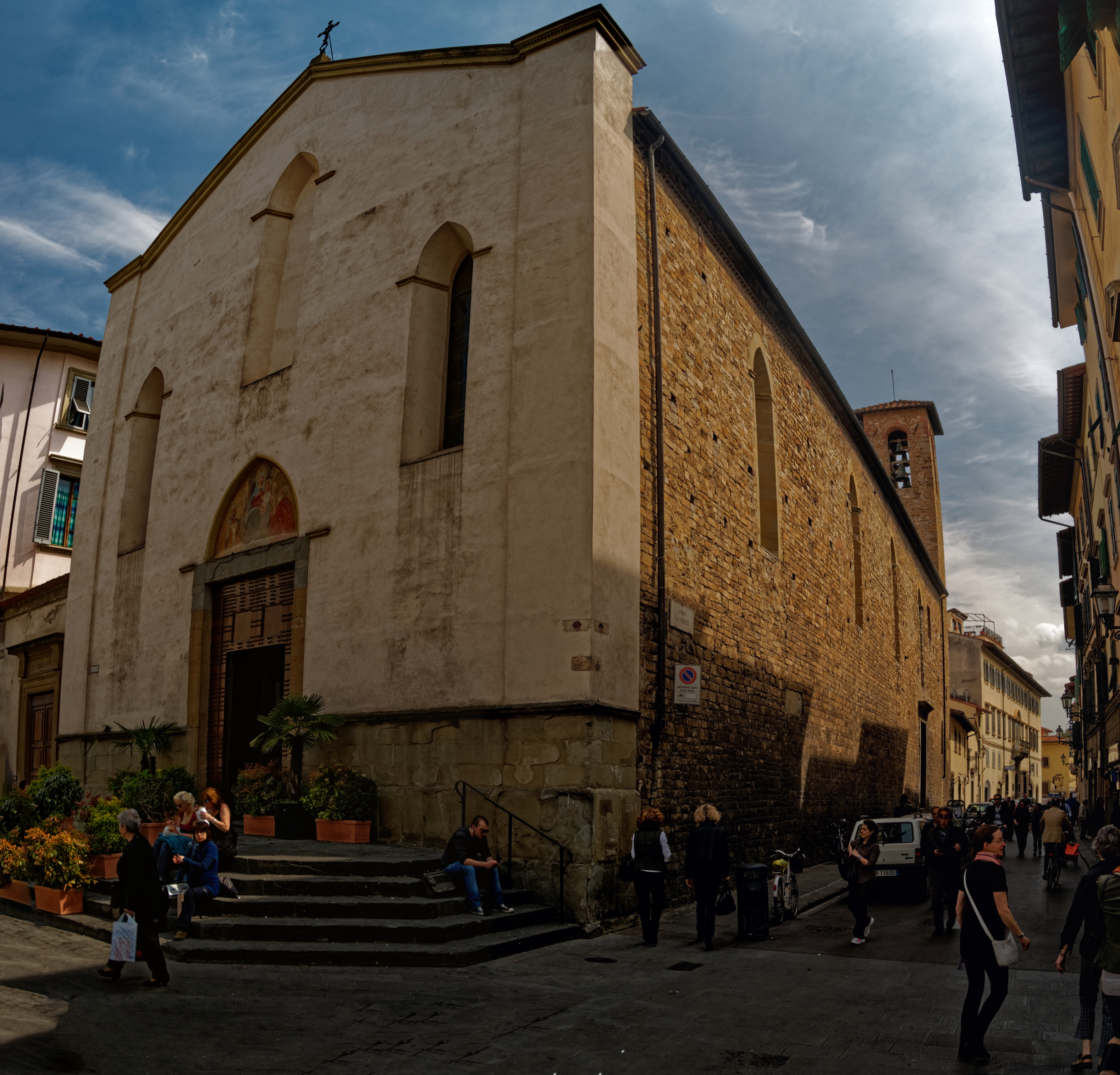
フィレンツェのサンタンブロージョ教会。

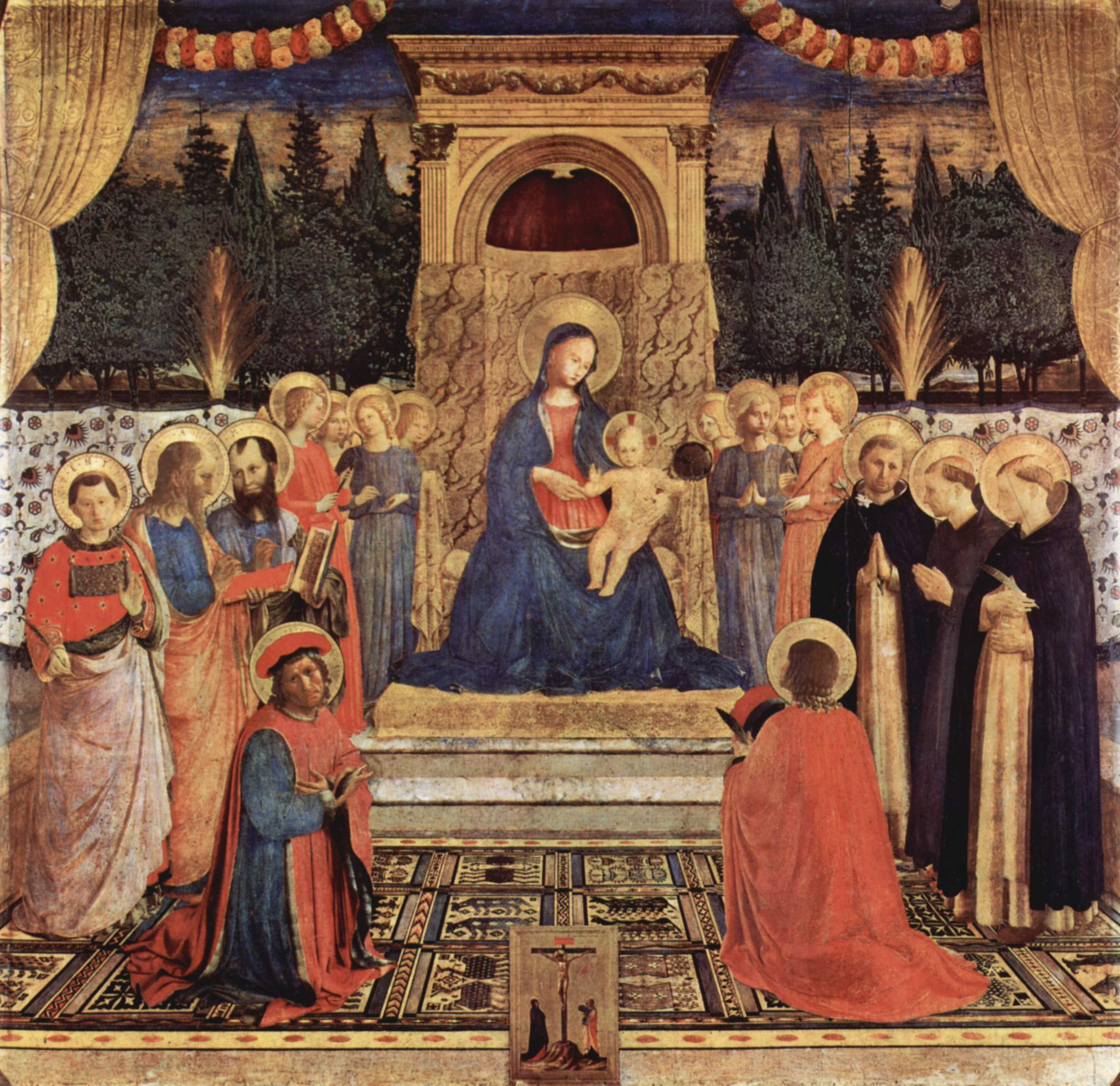
フラ・アンジェリコの『サン・マルコの祭壇画』。

『サンタンブロージョの祭壇画』（サンタンブロージョのさいだんが、伊: Pala di Sant'Ambrogio, 英: Sant'Ambrogio Altarpiece）として知られる『聖母子と六聖人』（伊: Madonna col Bambino e santi, 英: Madonna and Child with Six Saints）は、盛期ルネサンスのイタリアの巨匠サンドロ・ボッティチェッリが1470年頃に制作した絵画である。テンペラ画。ボッティチェッリの現存する最初期の作品の1つで、古くからフィレンツェのサンタンブロージョ教会に所蔵されていたことが知られている。ただしサンタンブロージョ教会に縁のある聖アンブロージョが絵画の中に描かれていないことから、もともとは別の教会のために制作された可能性も指摘されている。現在はフィレンツェのウフィツィ美術館に所蔵されている。

## 作品
ボッティチェッリは聖人たちに囲まれて即位した聖母マリアを描いている。聖母子は大理石の玉座に座し、その周囲をマグダラのマリア、洗礼者聖ヨハネ、アッシジの聖フランチェスコ、アレクサンドリアの聖カタリナと、メディチ家の守護聖人である聖コスマスと聖ダミアヌスの6人の聖人が囲んでいる。マグダラのマリアは手に軟膏の壺を持ち、聖カタリナはスパイクのある車輪を携えている。構図はフラ・アンジェリコの1440年頃の『サン・マルコの祭壇画』（Pala di San Marco）から影響を受けている。そこでは玉座の聖母は両脇に立つ多くの聖人に囲まれ、また玉座の前には2人の聖人がひざまずいている。本作品でも『サン・マルコの祭壇画』と同様に、最初の4人の聖人が立った姿で聖母の両側に描かれているのに対し、残る2人の聖人は聖母の前にひざまずいた姿で描かれている。2聖人のうち画面左の聖コスマスは顔を鑑賞者の側に向け、画面右の聖ダミアヌスは玉座の聖母子を見上げている。この2人の聖人の存在は祭壇画がメディチ家と縁のある人物の発注によるものであることを示しており、2人の聖人はメディチ家一族、特にロレンツォ・デ・メディチとその兄弟ジュリアーノ・デ・メディチの肖像画である可能性が指摘されている。ボッティチェッリの寓意画『剛毅』（Fortezza）との類似は1470年に近い年代を示唆している。
本作品は16世紀に入って様々な塗り直しが行われ、とりわけ聖母子像に変更が加えられたことは帰属が疑われる原因となった。ファントッツィ（Fantozzi）は絵画をドメニコ・ギルランダイオに、カヴァルカゼルとクロウは当時のパラティーナ美術館の『男の肖像』と比較してアンドレア・デル・カスターニョに、ジョヴァンニ・モレッリはボッティチェッリ派に帰属した。ヘルマン・ウルマン（Hermann Ullmann）が最初にボッティチェッリに帰属して以降は、ボッティチェッリの作品として広く認められている。
2018年から2019年にかけて行われた修復と科学的分析は制作過程について新たな事実を明らかにした。たとえば幼児キリストの位置は最初の下描きの位置から大幅に変更されている。また画面左下の聖コスマスはもともと聖母を見上げるように描かれていたが、完成したバージョンでは聖母に顔を向ける代わりに頭を下げて鑑賞者の方を向けている。特に興味深い発見として、聖カタリナの衣装の中央部分から発見された、奇妙な一対の目の痕跡が挙げられる。これはボッティチェッリが当初は聖カタリナを立像ではなく、ひざまずいた姿で描こうとした可能性を示唆している。ローブの下の目の形と最終的な聖カタリナの目の形が完全に重なることがそれを証明している。ボッティチェッリは制作の最終段階でもいくつかの変更を加えている。それらの変更は完全に覆い隠すことができないため、科学的調査に頼らずとも肉眼で観察できる。たとえば聖コスマスの身体は以前のバージョンでは現在ほど前かがみになっておらず、背中と光輪の線が完全に消えずに残っている。また画面右端の聖カタリナは左手の親指を赤い衣服で覆い隠しているのが確認できる。こうした、作品について絶えず再考することによって特徴づけられるボッティチェッリの方法論は、フィリッポ・リッピの工房での見習い時代に由来する可能性があり、当時の芸術家としては非常に珍しいものであった。

## 来歴
絵画は1808年にギルランダイオの作品としてフィレンツェのアカデミア美術館に移された。ウフィツィ美術館に所蔵されたのは1946年のことである。1992年の修復によってボッティチェッリの真作であることは疑問の余地がなくなり、2018年から2019年にかけてさらなる修復と科学的分析が行われた。